# Brasiliens flygvapen
Brasiliens flygvapen (portugisiska: Força Aérea Brasileira, FAB) är en del av Brasiliens försvarsmakt. Brasiliens flygvapen bildades 20 januari 1941 genom en sammanslagning av arméflyget och marinflyget.
Brasiliens flygvapen har (år 2014) 627 flygplan och en styrka på 77 454 man. Det är därmed det starkaste flygvapnet på södra halvklotet och det näst starkaste flygvapnet på den amerikanska kontinenten efter USA:s flygvapen.

## Historia

### Bakgrund
När brittiska Royal Air Force grundades 1918 och italienska Regia Aeronautica följde 1923 föddes tanken på att även Brasiliens flygstridskrafter skulle förenas i en vapengren. Det första förslaget att bilda ett luftfartsministerium (med brittiska Air Ministry som förebild) lades 1928. Under 1930-talet började även de brasilianska piloter som utbildats i Frankrike och Italien att förespråka en egen vapengren. Det var dock först i och med Spanska inbördeskriget som fördelarna med samordnade flygstridskrafter blev uppenbara. Brasiliens president Getúlio Vargas tillsatte en arbetsgrupp för att ta ett helhetsgrepp om Brasiliens luftfart. I slutet av 1940 bildades luftfartsministeriet (Ministério da Aeronáutica) och i januari 1941 det brasilianska flygvapnet. Det ersatte de tidigare vapenslagen arméflyget (Aviação Militar) och marinflyget (Aviação Naval) som avvecklades.

### Andra världskriget
Efter att Brasiliens neutralitet upphört deltog Brasiliens flygvapen i kriget på de allierades sida. Den viktigaste insatsen gjordes i Italien av den flygflottilj som ingick i Brasilianska expeditionsstyrkan. Även på hemmaplan spelade flygvapnet en viktig roll, bland annat genom sänkningen av den tyska ubåten U-199 utanför Rio de Janeiro 31 juli 1943.

### Kalla kriget
Efter andra världskriget gick Brasiliens flygvapen in i jetåldern genom inköp av brittiska Gloster Meteor. Brasilien hade ingen valutareserv efter kriget så flygplanen betalades med 15 000 ton bomull. Även Lockheed F-80 Shooting Star köptes in från USA. År 1972 fick man sina första överljudsflygplan när Dassault Mirage III köptes in från Frankrike. Kort efter det köptes även mindre avancerade, men billigare Northrop F-5E Tiger II från USA.
Brasilien var allierat med USA och hade därför möjlighet att köpa krigsmateriel därifrån på fördelaktiga villkor. Men för att inte bli alltför beroende grundades 1969 den inhemska flygplanstillverkaren Embraer. Inledningsvis producerade Embraer Aermacchi MB-326 på licens, men de har även utvecklat attackflygplanet AMX tillsammans med italienska Aermacchi och helt på egen hand flygplanen Tucano och Super Tucano.

### 2000-talet
På 2000-talet köpte man in begagnade Dassault Mirage 2000 från Frankrike för att ersätta sina äldre Mirage III. De var dock enbart en kortsiktig lösning i väntan på ett nytt enhetsflygplan, antingen importerat eller inhemskt. År 2014 föll till slut valet på det svenska stridsflygplanet Saab 39 Gripen.

## Insatser
Under andra världskriget skickade Brasiliens flygvapen en jaktflottilj att delta i italienska fälttåget. Flottiljens Thunderbolt-flygplan genomförde totalt 445 uppdrag och vållade stora skador på axelmakternas underhåll. Bara under 22 april 1945 genomfördes 44 uppdrag där över 80 stridsvagnar och hundratals andra fordon förstördes. På grund av detta firas i Brasilien 22 april som "jaktflygets dag".
Under Hummerkriget 1961–1962 patrullerade Brasiliens flygvapen ett område från Barbados österut mot Kap Verde. Patrulleringen innebar att Brasilien i god tid kunde upptäcka och följa både franska fiskefartyg och krigsfartyg, vilket gav Brasilien överhanden.
Under Gerillakriget i Araguaia sattes flygvapnet in mot maoist-rebeller i Araguaia-bäckenet som gjort väpnat motstånd mot regeringen sedan statskuppen 1964. Bland annat användes napalm.
Brasiliens flygvapen deltog i operation Traíra 1991 med attackflygplan och helikoptrar. Operationen genomfördes i samarbete med Brasiliens och Colombias arméer mot den colombianska FARC-gerillan. Operationen var en hämnd för att en grupp som kallade sig "Comando Simon Bolivar" gått över gränsen från Colombia och överfallit en brasiliansk arméförläggning.
Under 2000-talet har flygvapnet vid flera tillfällen satts in i anfall mot narkotikakarteller i Amazonas. Alla tre divisionerna i 3º Grupo de Aviação är i praktiken avdelade att patrullera de stora regnskogsområdena i norr och väster på jakt efter narkotikasmuggling.

## Utrustning

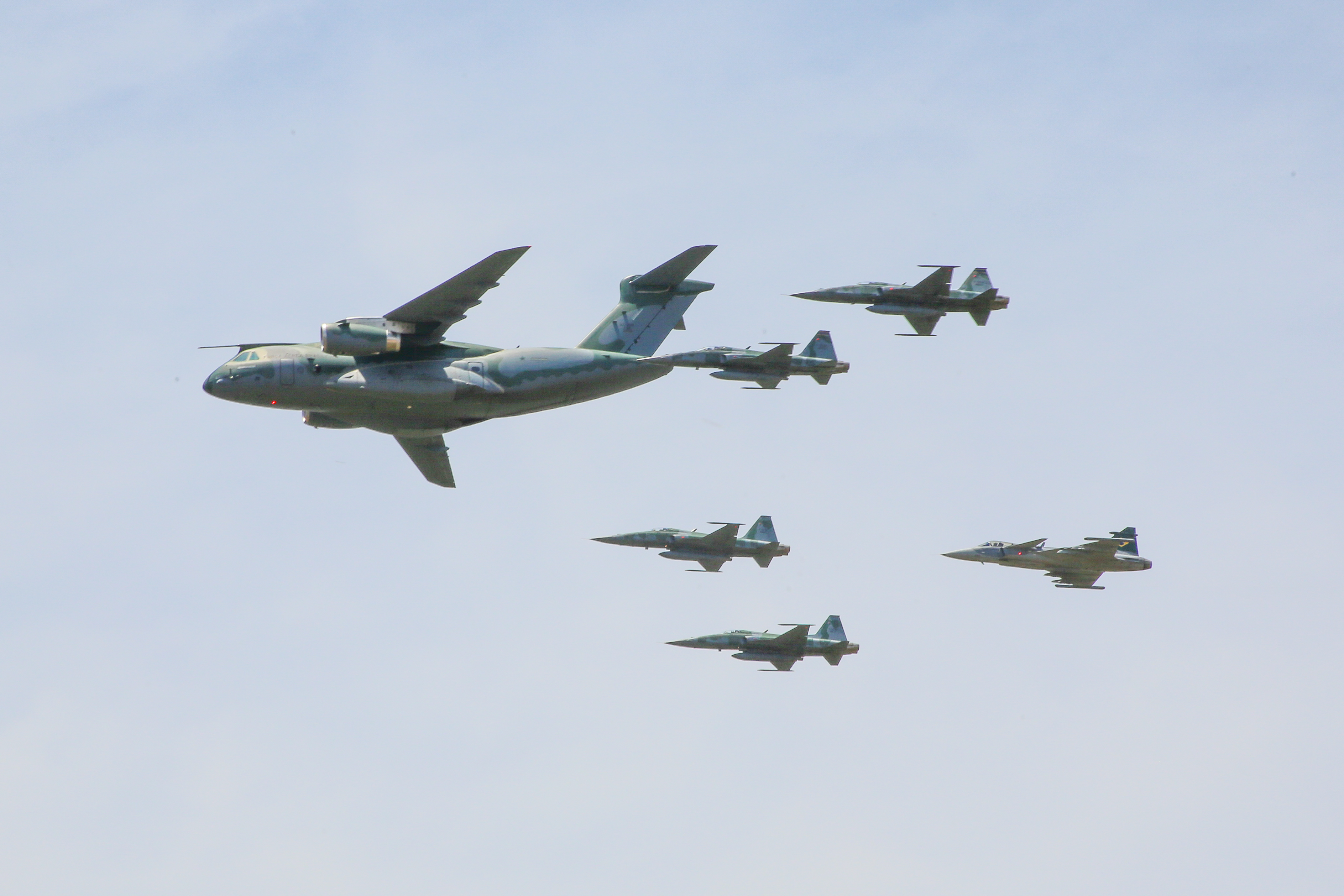
KC-390 i formation med F-5M och F-39E.

### Flygplan

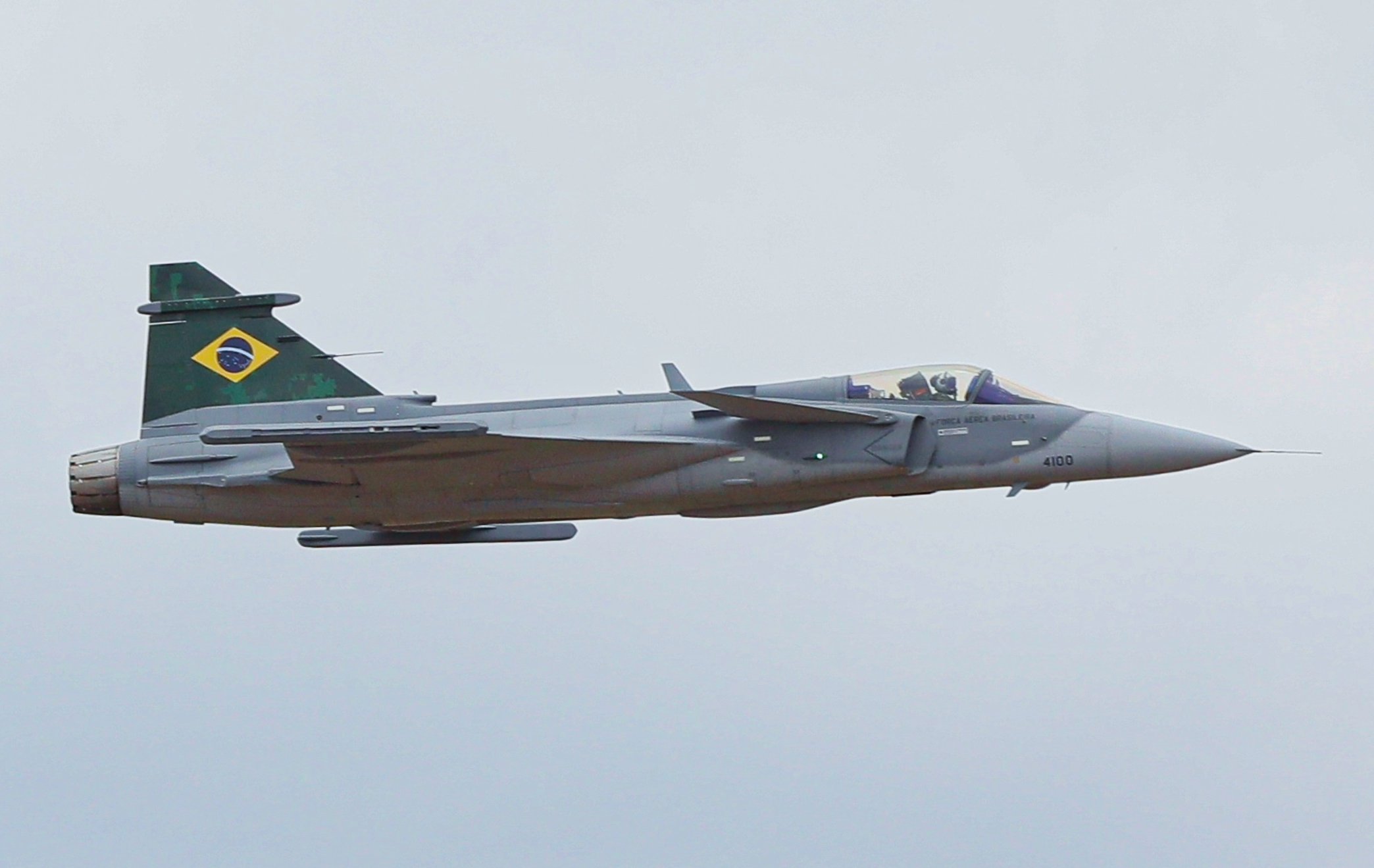
Ett brasilianskt F-39E stridsflygplan, tillverkad i Sverige.

| Namn                         | Typ                                           | Antal | Kommentar               |
| ---------------------------- | --------------------------------------------- | ----- | ----------------------- |
| Saab 39 Gripen               | Enhetsflygplan                                | 36    | Under leverans          |
| Northrop F-5E Tiger II       | Jaktflygplan                                  | 57    |                         |
| AMX International AMX        | Attackflygplan                                | 53    |                         |
| Embraer EMB 312 Tucano       | Beväpnat skolflygplan Lätt attackflygplan     | 109   |                         |
| Embraer EMB 314 Super Tucano | Beväpnat skolflygplan Lätt attackflygplan     | 99    |                         |
| Neiva Universal              | Skolflygplan                                  | 57    |                         |
| Embraer EMB 110 Bandeirante  | Transportflygplan Marint patrullflygplan      | 176   |                         |
| Embraer EMB 120 Brasília     | Transportflygplan                             | 34    |                         |
| Lockheed C-130 Hercules      | Transportflygplan Lufttankningsflygplan       | 23    |                         |
| CASA C-295                   | Transportflygplan                             | 23    |                         |
| Cessna 208 Caravan           | Transportflygplan                             | 18    |                         |
| Learjet 35                   | Transportflygplan Spaningsflygplan            | 12    |                         |
| Piper PA-34 Seneca           | Transportflygplan                             | 9     |                         |
| Embraer EMB 121 Xingu        | Transportflygplan                             | 8     |                         |
| Embraer ERJ 145              | Transportflygplan                             | 7     |                         |
| Lockheed P-3 Orion           | Marint patrullflygplan Ubåtsjaktflygplan      | 9     | Ytterligare 9 beställda |
| Embraer E-99/R-99            | Airborne Early Warning Signalspaningsflygplan | 8     |                         |
| Elbit Hermes 450             | UAV                                           | 4     |                         |
| Elbit Hermes 900             | UAV                                           | 1     |                         |

### Helikoptrar
| Namn                        | Typ                                   | Antal | Kommentar      |
| --------------------------- | ------------------------------------- | ----- | -------------- |
| Bell UH-1 Iroquois          | Transporthelikopter                   | 33    |                |
| Eurocopter AS350            | Transporthelikopter                   | 25    |                |
| Sikorsky UH-60 Black Hawk   | Search and Rescue                     | 16    |                |
| Mil Mi-35                   | Attackhelikopter                      | 12    |                |
| Eurocopter AS332 Super Puma | Transporthelikopter                   | 8     |                |
| Eurocopter EC725            | Transporthelikopter Search and Rescue | 18    | Under leverans |

### Robotar
| Namn                      | Typ              | Målsökare        | Vapenbärare       |
| ------------------------- | ---------------- | ---------------- | ----------------- |
| A-Darter                  | Jaktrobot        | Infraröd         | AMX, F-5E, Gripen |
| MAA-1 Piranha             | Jaktrobot        | Infraröd         | AMX, F-5E         |
| Python                    | Jaktrobot        | Infraröd         | F-5E              |
| Derby                     | Jaktrobot        | Radar            | F-5E, Gripen      |
| MAR-1                     | Antiradarrobot   | Signalsökande    | AMX, Gripen       |
| Harpoon                   | Sjömålsrobot     | Radar            | Orion             |
| Míssil Antinavio Nacional | Sjömålsrobot     | Radar            | AMX, Gripen       |
| 9M120 Ataka               | Pansarvärnsrobot | SACLOS/Radiolänk | Mil Mi-35         |

## Organisation

### Flygflottiljer
- 1º Grupo de Defesa Aérea (jaktflyg)
  - 1º Esquadrão Jaguar (Anápolis)
  - 2º Esquadrão Leopardo (Anápolis)
- 1º Grupo de Aviação de Caça (jaktflyg)
  - 1º Esquadrão Jambock (Santa Cruz)
  - 2º Esquadrão Pif-Paf (Santa Cruz)
- 3º Grupo de Aviação (jaktflyg)
  - 1º Esquadrão Escorpião (Boa Vista)
  - 2º Esquadrão Grifo (Porto Velho)
  - 3º Esquadrão Flecha (Campo Grande)
- 4º Grupo de Aviação (jaktflyg)
  - 1º Esquadrão Pacau (Manaus)
- 5º Grupo de Aviação (skolflyg)
  - 1º Esquadrão Rumba (Fortaleza)
  - 2º Esquadrão Joker (Parnamirim)
- 6º Grupo de Aviação (spaningsflyg)
  - 1º Esquadrão Carcará (Recife)
  - 2º Esquadrão Guardião (Anápolis)
- 7º Grupo de Aviação (patrullflyg)
  - 1º Esquadrão Orungan (Salvador)
  - 2º Esquadrão Phoenix (Florianópolis)
  - 3º Esquadrão Netuno (Belém)
  - 4º Esquadrão Cardeal (Santa Cruz)
- 8º Grupo de Aviação (helikopter)
  - 1º Esquadrão Falcão (Belém)
  - 2º Esquadrão Poti (Porto Velho)
  - 3º Esquadrão Puma (Rio de Janeiro)
  - 5º Esquadrão Pantera (Santa Maria)
  - 7º Esquadrão Harpia (Manaus)
- 9º Grupo de Aviação (transportflyg)
  - 1º Esquadrão Arara (Manaus)
- 10º Grupo de Aviação (attackflyg)
  - 1º Esquadrão Poker (Santa Maria)
  - 2º Esquadrão Pelicano (Campo Grande)
  - 3º Esquadrão Centauro (Santa Maria)
- 11º Grupo de Aviação (skolflyg)
  - 1º Esquadrão Gavião (Parnamirim)
- 12º Grupo de Aviação (UAV)
  - 1º Esquadrão Horus (Santa Maria)
- 14º Grupo de Aviação (jaktflyg)
  - 1º Esquadrão Pampa (Canoas)
- 15º Grupo de Aviação (transportflyg)
  - 1º Esquadrão Onça (Campo Grande)
- 16º Grupo de Aviação (attackflyg)
  - 1º Esquadrão Adelphi (Santa Cruz)

### Flygburna förband
- 1º Comando de Operações Aéreas (Belém)
  - 1º Esquadrão de Transporte Aéreo Tracajá
  - Batalhão de Infantaria de Aeronáutica Especial de Belém
- 2º Comando de Operações Aéreas (Recife)
  - 2º Esquadrão de Transporte Aéreo Pastor
  - Batalhão de Infantaria de Aeronáutica Especial de Recife
- 3º Comando de Operações Aéreas (Rio de Janeiro)
  - 3º Esquadrão de Transporte Aéreo Pioneiro
  - Batalhão de Infantaria de Aeronáutica Especial dos Afonsos
  - Batalhão de Infantaria de Aeronáutica Especial do Galeão
  - Batalhão de Infantaria de Aeronáutica Especial do Rio de Janeiro
- 4º Comando de Operações Aéreas (São Paulo)
  - 4º Esquadrão de Transporte Aéreo Carajá
- 5º Comando de Operações Aéreas (Canoas)
  - 5º Esquadrão de Transporte Aéreo Pégaso
  - Batalhão de Infantaria de Aeronáutica Especial de Canoas
- 6º Comando de Operações Aéreas (Brasília)
  - 6º Esquadrão de Transporte Aéreo Guará
  - Batalhão de Infantaria de Aeronáutica Especial de Brasília
- 7º Comando de Operações Aéreas (Manaus)
  - 7º Esquadrão de Transporte Aéreo Cobra
  - Batalhão de Infantaria de Aeronáutica Especial de Manaus

### Stridslednings- och luftbevakningsförband
- 1º Grupo de Comunicação e Controle
  - 1º Esquadrão (Santa Cruz)
  - 2º Esquadrão (Canoas)
  - 3º Esquadrão (Parnamirim)
  - 4º Esquadrão Mangrulho (Santa Maria)
  - 5º Esquadrão (Fortaleza)

### Utbildningsförband
- Academia da Força Aérea (krigsflygskola)
  - Esquadrão de Instrução Aérea Cometa
  - Esquadrão de Instrução Aérea Apolo
- Escola de Especialistas de Aeronáutica (flygteknikerskola)
- Instituto Tecnológico de Aeronáutica (flygingenjörsskola)
- Escola Preparatória de Cadetes do Ar (officershögskola)
- Instituto de Logística da Aeronáutica (flyglogistikskola)

### Övriga förband
- Centro de Lançamento de Alcântara (rymdbas)
- Esquadrão de Demonstração Aérea (aerobatik)
- Grupo de Transporte Especial
- Esquadrão Aeroterrestre de Salvamento (Search and Rescue/CSAR)

## Gradbeteckningar
|  | Marechal-do-ar     | Marskalk        |
|  | Tenente-brigadeiro | General         |
|  | Major-Brigadeiro   | Generallöjtnant |
|  | Brigadeiro         | Generalmajor    |
|  | Coronel            | Överste         |
|  | Tenente-coronel    | Överstelöjtnant |
|  | Major              | Major           |
|  | Capitao            | Kapten          |
|  | Primeiro-tenente   | Löjtnant        |
|  | Segundo-tenente    | Fänrik          |
|  | Aspirante          | Kadett          |
|  | Suboficial         | Underofficer    |
|  | Primeiro-Sargento  | Förste sergeant |
|  | Segundo-Sargento   | Sergeant        |
|  | Terceiro-Sargento  | Undersergeant   |
|  | Cabo               | Korpral         |
|  | Soldado            | Menig           |

## Bilder

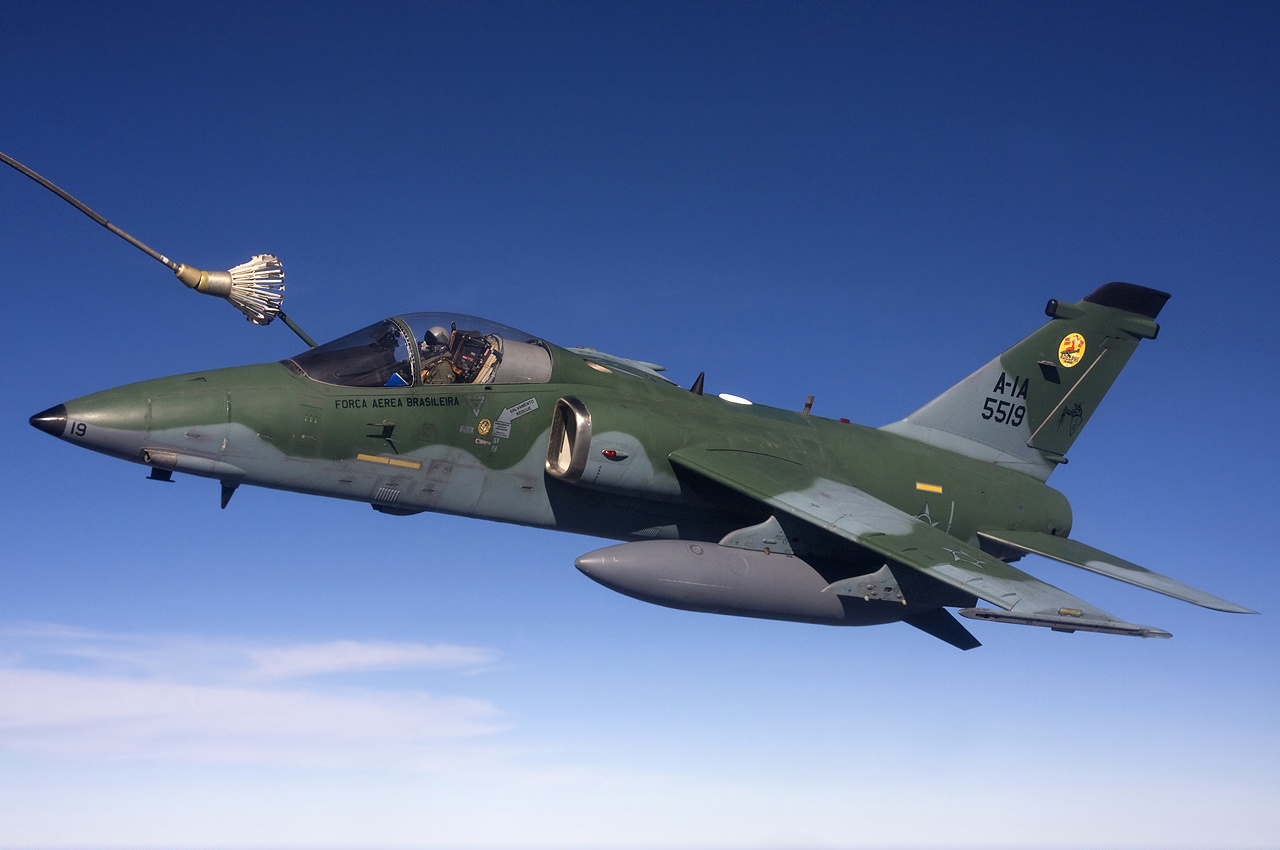
En AMX genomför lufttankning.
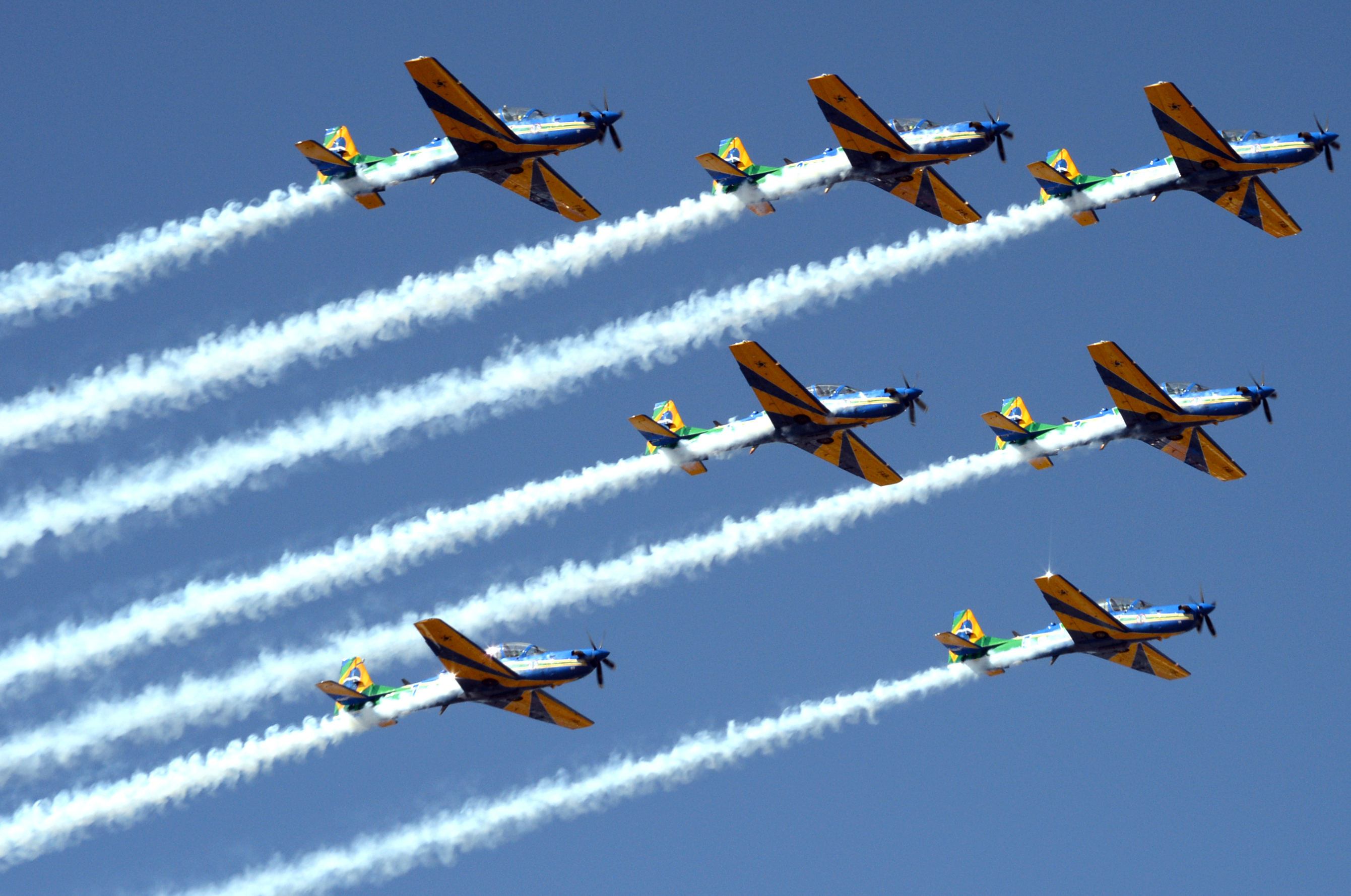
Uppvisningsgruppen kallas ofta för Esquadrilha da Fumaça (rökdivisionen).
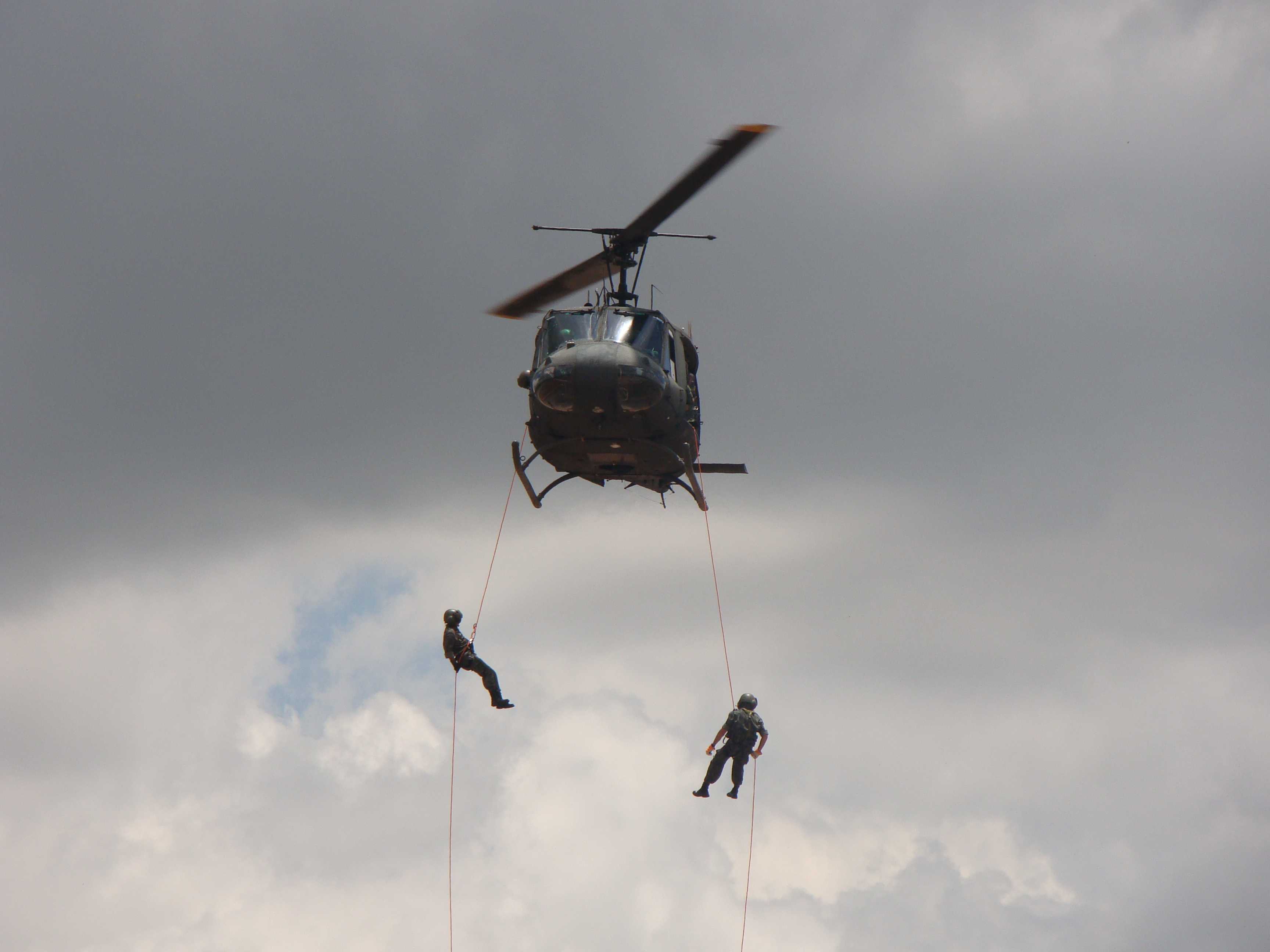
Brasilianska fallskärmsjägare genomför rappelling från en helikopter.
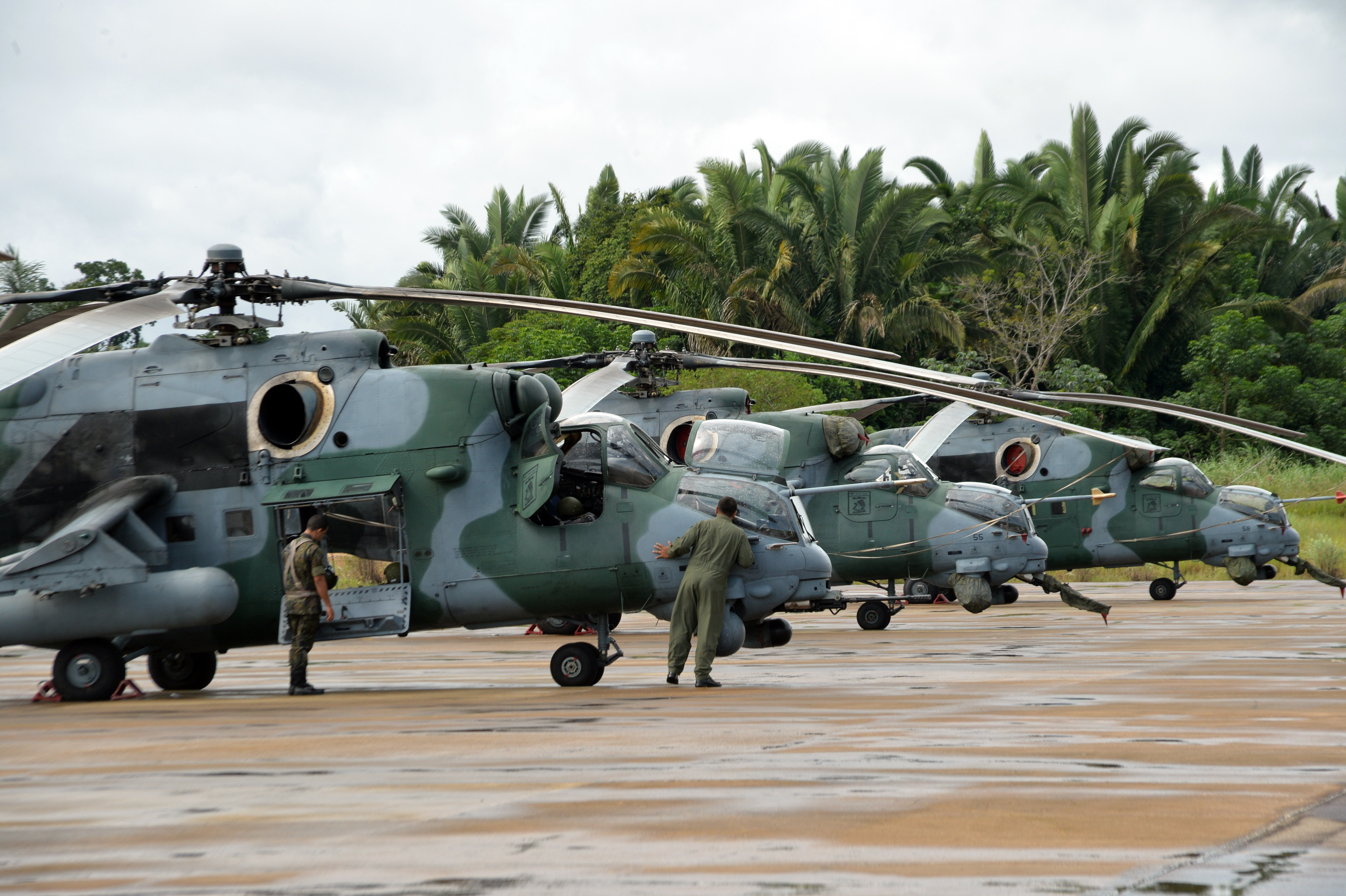
Brasilianska attackhelikoptrar av typen Mil Mi-35.
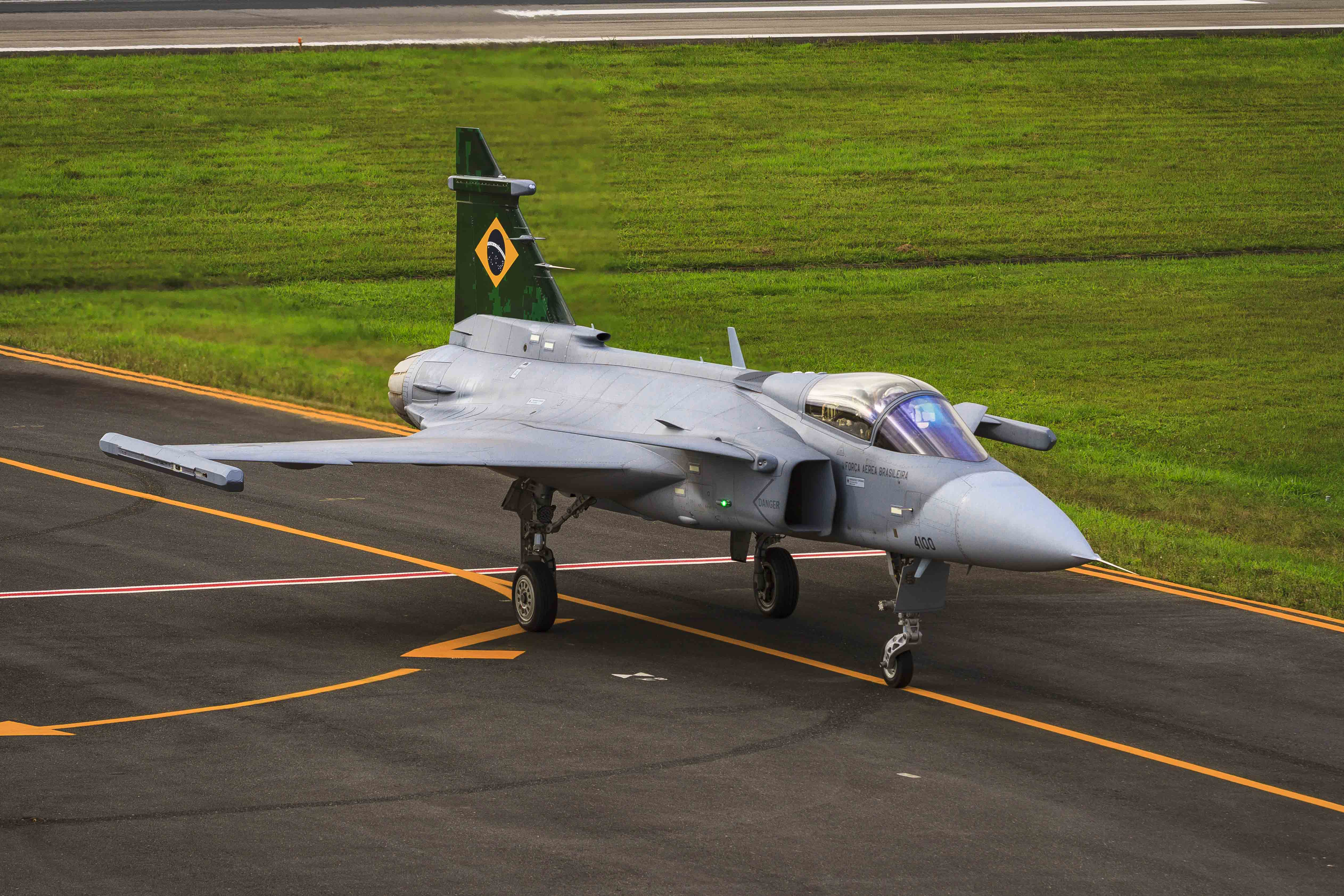
F-39E Gripen, det nya brasilianska stridsflygplanet (tillverkat i Sverige).